# Closterus skidmorei
Closterus skidmorei är en skalbaggsart som beskrevs av Reé Michel Quentin och Jean François Villiers 1974. Closterus skidmorei ingår i släktet Closterus och familjen långhorningar.
Artens utbredningsområde är Madagaskar. Inga underarter finns listade i Catalogue of Life.